# Agriocnemis pygmaea
Agriocnemis pygmaea е вид водно конче от семейство Ценагриониди (Coenagrionidae), подразред Равнокрили (Zygoptera). Видът е описан научно за пръв път през 1842 г. от J.P. Rambur, а през 2010 г. е класифициран в Червения списък на IUCN като незастрашен.

## Разпространение
Разпространен е в Афганистан, Австралия, Бангладеш, Бутан, Бруней, Камбоджа, Китай, Хонконг, Индия, Индонезия, Иран, Япония, Лаос, Макао, Малайзия, Мианмар, Непал, Оман, Пакистан, Папуа-Нова Гвинея, Филипини, Сейшелски острови, Сингапур, Соломоновите острови, Шри Ланка, Тайван, Тайланд и Виетнам.